# Глен-Аллін (Північна Дакота)
Глен-Аллін (англ. Glen Ullin) — місто (англ. city) в США, в окрузі Мортон штату Північна Дакота. Населення — 732 особи (2020).

## Географія
Глен-Аллін розташований за координатами 46°48′42″ пн. ш. 101°50′0″ зх. д. / 46.81167° пн. ш. 101.83333° зх. д. (46.811696, -101.833394).  За даними Бюро перепису населення США в 2010 році місто мало площу 2,77 км², з яких 2,69 км² — суходіл та 0,08 км² — водойми.

## Демографія
Згідно з переписом 2010 року, у місті мешкало 807 осіб у 358 домогосподарствах у складі 192 родин. Густота населення становила 291 особа/км².  Було 416 помешкань (150/км²).
Расовий склад населення:
| - 97,3 % — білих - 0,5 % — корінних американців - 0,2 % — вихідців з тихоокеанських островів - 0,2 % — азіатів |

До двох чи більше рас належало 1,5 %. Частка іспаномовних становила 0,4 % від усіх жителів.
За віковим діапазоном населення розподілялося таким чином: 17,3 % — особи молодші 18 років, 48,5 % — особи у віці 18—64 років, 34,2 % — особи у віці 65 років та старші. Медіана віку мешканця становила 53,4 року. На 100 осіб жіночої статі у місті припадало 85,9 чоловіків;  на 100 жінок у віці від 18 років та старших — 83,7 чоловіків також старших 18 років.
Середній дохід на одне домашнє господарство  становив 57 658 доларів США (медіана — 48 839), а середній дохід на одну сім'ю — 72 232 долари (медіана — 62 500). Медіана доходів становила 56 364 долари для чоловіків та 35 083 долари для жінок. За межею бідності перебувало 7,8 % осіб, у тому числі 4,5 % дітей у віці до 18 років та 16,0 % осіб у віці 65 років та старших.
Цивільне працевлаштоване населення становило 348 осіб. Основні галузі зайнятості: освіта, охорона здоров'я та соціальна допомога — 19,0 %, роздрібна торгівля — 14,7 %, сільське господарство, лісництво, риболовля — 14,7 %.